# Gabriele Lohs
Gabriele Kühn, född Lohs, född den 11 mars 1957 i Dresden i Tyskland, är en östtysk roddare.
Hon tog OS-guld i åtta med styrman i samband med de olympiska roddtävlingarna 1980 i Moskva.